# Pfarrkirche Gleinstätten

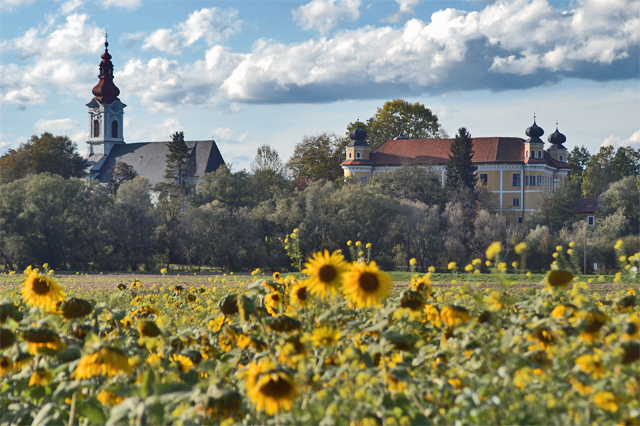
Kath. Pfarrkirche hl. Michael neben dem Schloss Gleinstätten

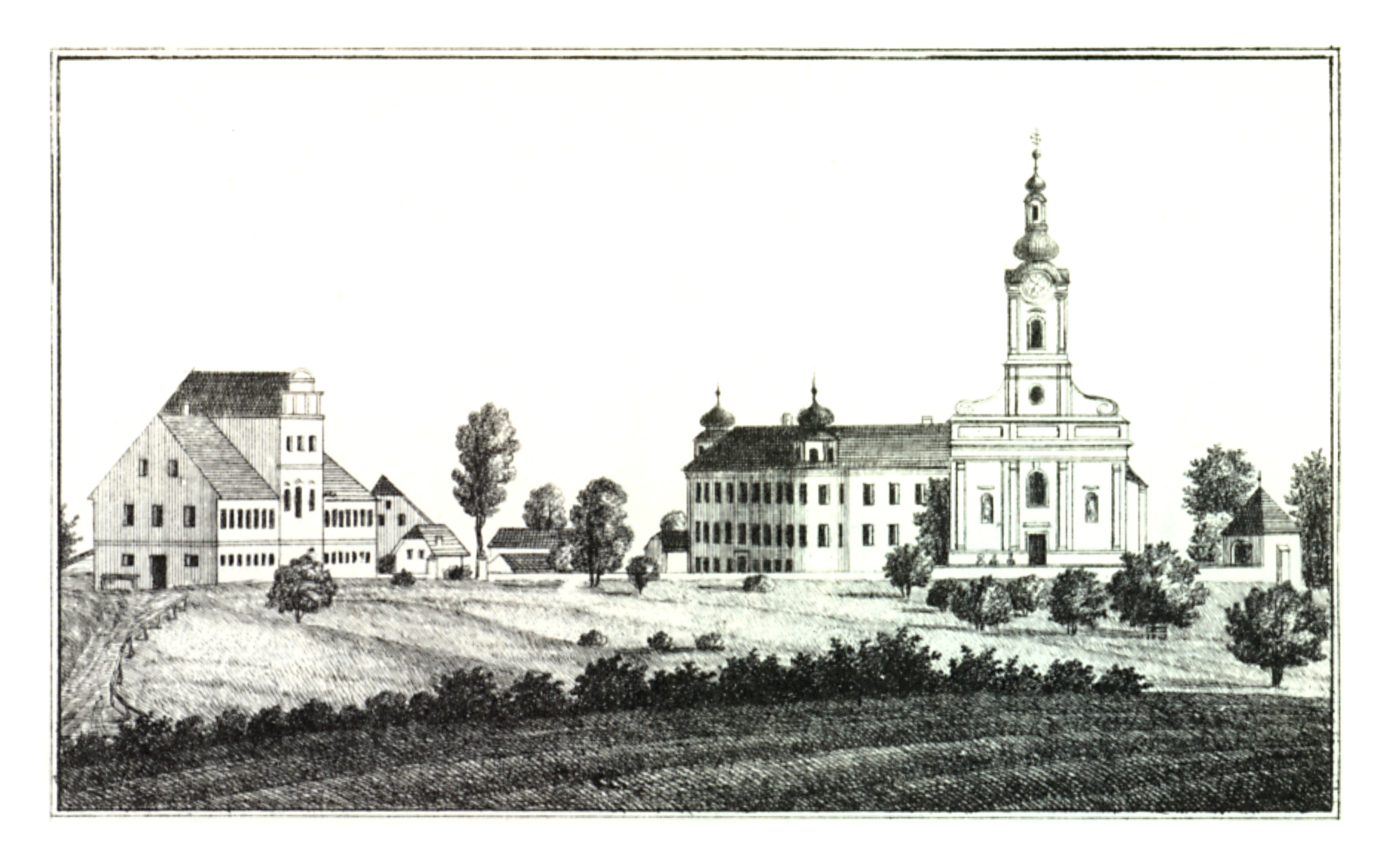
Pfarrkirche und Schloss nach einer Lithografie von Joseph Franz Kaiser (1830)

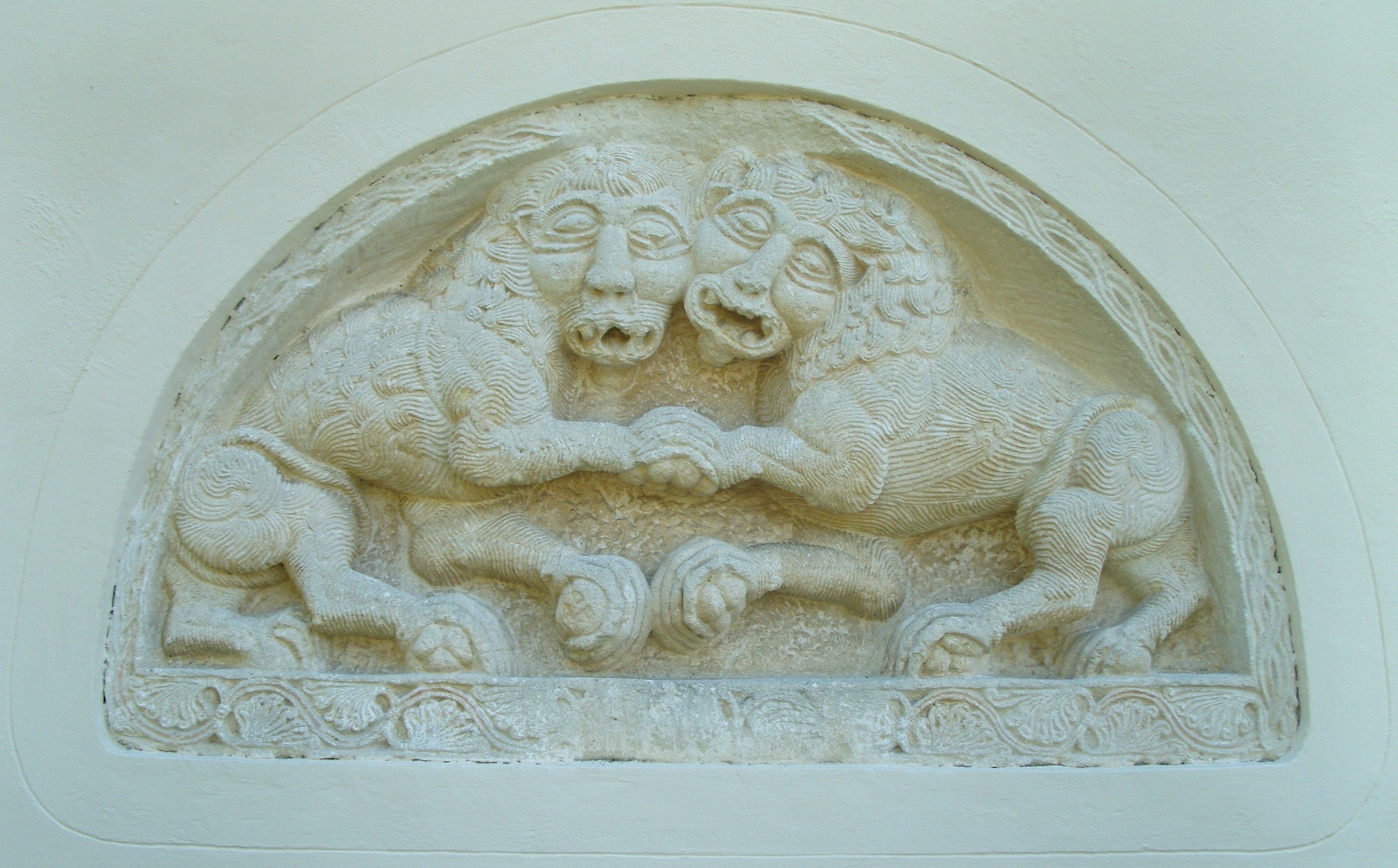
Romanisches Löwenrelief, außen nordseitig

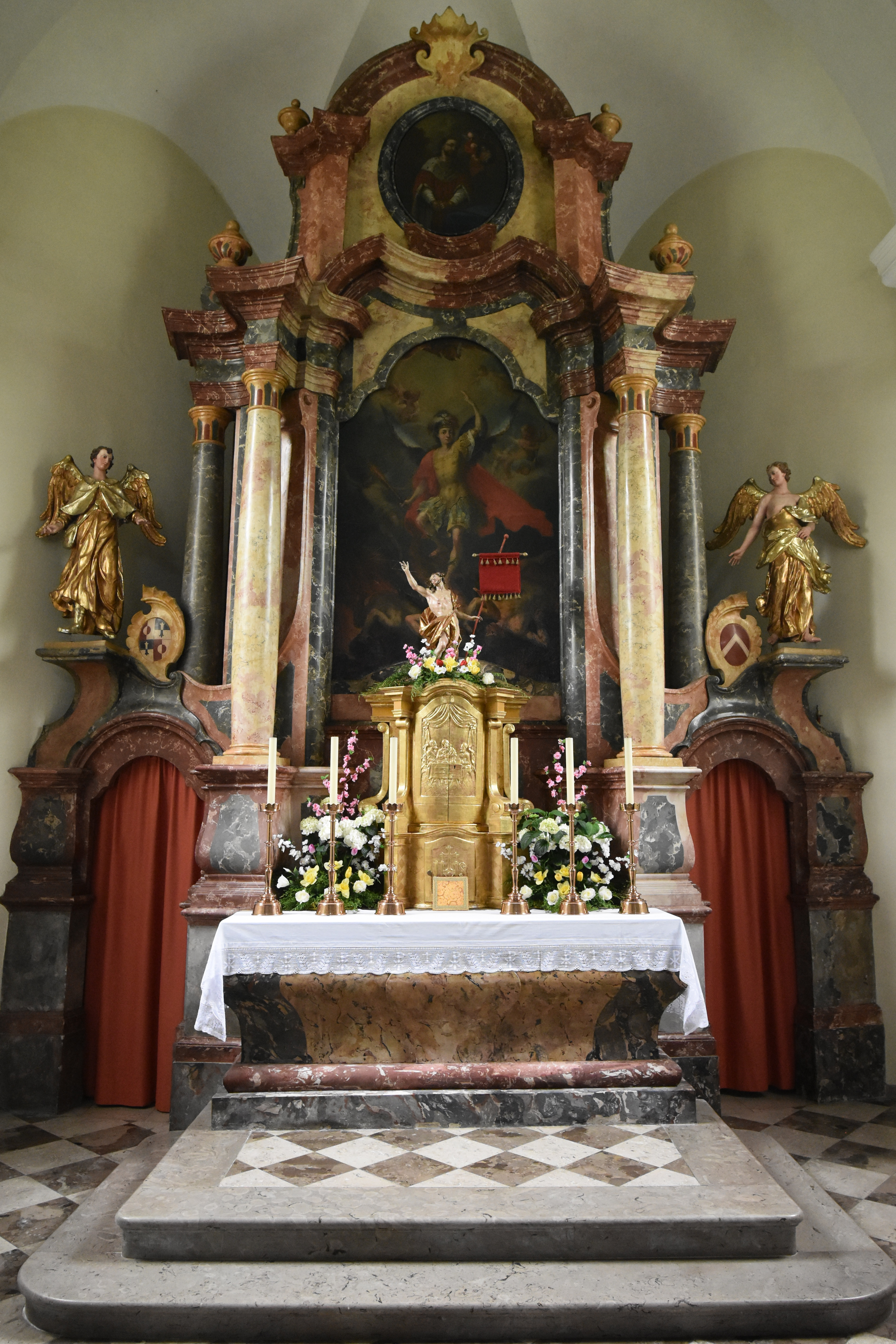
Der Altar der Kirche

Die römisch-katholische Pfarrkirche Gleinstätten steht in der Marktgemeinde Gleinstätten im Bezirk Leibnitz in der Steiermark. Die dem heiligen Michael geweihte Pfarrkirche gehörte bis Ende August 2018 zum dann aufgelösten Dekanat Deutschlandsberg in der Diözese Graz-Seckau, seit Auflassung dieses Dekanates liegt sie im Seelsorgeraum Südweststeiermark. Die Kirche steht unter Denkmalschutz.

## Geschichte
1381 wurde eine Kirche genannt. 1692 erfolgte ein Kirchenneubau. Von 1754 und 1757 wurde mit einem Grazer Meister der Turm errichtet. Restaurierungen waren 1878/1879, 1927, 1972 innen und 1979 außen.

## Architektur
Die dreiachsige Westfassade mit einer schmalen Attikazone hat darüber einen Fassadenturm mit einem reich gegliederten Helm. Seitliche Nischen tragen neue Statuen. Das Westportal nennt die Jahresangabe 1693. Außen an der Nordwand ist ein bedeutendes romanisches ehemaliges Tympanonrelief zweier Löwen, miteinander kämpfend, in einem Flechtbandornamentrahmung, aus dem zweiten Viertel des 13. Jahrhunderts. Außen an der Südwand ist eine steinerne Schmerzhafte Maria aus dem 18. Jahrhundert.
An das vierjochige geräumige Langhaus mit Wandpfeilern und einem Kreuzgratgewölbe auf gedrückten Gurten schließt ein eineinhalbjochiger Chor mit einem Kreuzgratgewölbe und Emporen und einem Halbkreisschluss an. Die Westempore kragt vor.
Südlich der Pfarrkirche steht eine Kapelle als barocker Bau, welcher im 19. Jahrhundert verändert wurde.

## Ausstattung
Der aus der Schlosskapelle hierher übertragene barocke Hochaltar um 1740 mit Umgangsportalen zeigt und trägt Ausstattungen aus der Pfarrkirche, wie das Altarbild hl. Michael sowie die beiden Engel aus der Mitte des 18. Jahrhunderts. Es gibt weitere barocke Bilder: Abendmahl aus der zweiten Hälfte des 17. Jahrhunderts, hl. Antonius, reuiger Petrus, aus der ersten Hälfte des 18. Jahrhunderts, das ehemalige Altarbild Pietà des Altars der Schlosskapelle um 1740, Hll. Isidor und Notburga aus dem 18. Jahrhundert, Anna Maria lesen lehrend aus dem 19. Jahrhundert. Es gibt die Figur Maria mit Kind aus dem Ende des 17. Jahrhunderts und ein Kruzifix aus dem 18. Jahrhundert. Die Orgel aus 1959 mit 15 Registern wurde von Konrad Hopferwieser gebaut.